# Temporada 1967-68 de los Seattle SuperSonics
La temporada 1967-68 fue la primera de los Seattle SuperSonics en la NBA, equipo que entraba en la liga tras la expansión de 1967. La temporada regular acabó con 23 victorias y 59 derrotas, ocupando el quinto puesto de la división Oste, no logrando clasificarse para los playoffs.

## Elecciones en elDraft
| Ronda | Puesto | Jugador      | Posición        | Nacionalidad   | Universidad       |
| ----- | ------ | ------------ | --------------- | -------------- | ----------------- |
| 1     | 6      | Al Tucker    | Alero           | Estados Unidos | Oklahoma Baptist* |
| 2     | 19     | Bob Rule     | Ala-pívot/Pívot | Estados Unidos | Colorado State    |
| 5     | 54     | Plummer Lott | Alero           | Estados Unidos | Seattle           |

## Temporada regular
| División Oeste           | División Oeste | División Oeste | División Oeste | División Oeste | División Oeste | División Oeste | División Oeste | División Oeste |
| Equipo                   | G              | P              | %              | PD             | Casa           | Fuera          | Neutral        | Div            |
| ------------------------ | -------------- | -------------- | -------------- | -------------- | -------------- | -------------- | -------------- | -------------- |
| x-St. Louis Hawks        | 56             | 26             | .683           | –              | 25–7           | 22–13          | 9–6            | 31–9           |
| x-Los Angeles Lakers     | 52             | 30             | .634           | 4              | 30–11          | 18–19          | 4–0            | 28–12          |
| x-San Francisco Warriors | 43             | 39             | .524           | 13             | 27–14          | 16–23          | 0–2            | 24–16          |
| x-Chicago Bulls          | 29             | 53             | .354           | 27             | 11–22          | 12–24          | 6–7            | 11–29          |
| Seattle SuperSonics      | 23             | 59             | .280           | 33             | 10–21          | 7–24           | 6–14           | 15–25          |
| San Diego Rockets        | 15             | 67             | .183           | 41             | 8–33           | 4–26           | 3–8            | 11–29          |

## Estadísticas
| Rk | Jugador       | Edad | P  | PT | MP   | TC  | TCI  | %TC  | TL  | TLI | %TL  | RB   | AS  | FP  | PTS  |
| -- | ------------- | ---- | -- | -- | ---- | --- | ---- | ---- | --- | --- | ---- | ---- | --- | --- | ---- |
| 1  | Tom Meschery  | 29   | 82 |    | 34.8 | 5.8 | 12.3 | .469 | 3.0 | 4.2 | .707 | 10.2 | 2.4 | 3.9 | 14.5 |
| 2  | Walt Hazzard  | 25   | 79 |    | 33.7 | 9.3 | 21.0 | .441 | 5.4 | 7.0 | .774 | 4.2  | 6.2 | 3.1 | 24.0 |
| 3  | Bob Rule      | 23   | 82 |    | 29.6 | 6.9 | 14.2 | .489 | 4.2 | 6.5 | .658 | 9.5  | 1.2 | 3.9 | 18.1 |
| 4  | Al Tucker     | 24   | 81 |    | 29.2 | 5.4 | 12.2 | .442 | 2.3 | 3.2 | .707 | 7.5  | 1.4 | 3.2 | 13.1 |
| 5  | Rod Thorn     | 26   | 66 |    | 25.3 | 5.7 | 12.7 | .451 | 3.8 | 5.2 | .737 | 4.0  | 3.5 | 1.8 | 15.2 |
| 6  | Tommy Kron    | 24   | 76 |    | 23.6 | 3.6 | 9.2  | .396 | 2.4 | 3.1 | .790 | 4.7  | 3.7 | 3.0 | 9.7  |
| 7  | Bob Weiss     | 25   | 82 |    | 19.7 | 3.6 | 8.4  | .430 | 2.6 | 3.1 | .839 | 1.8  | 4.2 | 1.7 | 9.8  |
| 8  | Dorie Murrey  | 24   | 81 |    | 18.4 | 2.6 | 6.0  | .436 | 2.1 | 3.0 | .689 | 7.4  | 0.8 | 3.4 | 7.3  |
| 9  | George Wilson | 25   | 77 |    | 16.1 | 2.3 | 6.5  | .359 | 1.4 | 2.0 | .703 | 6.1  | 0.7 | 2.8 | 6.1  |
| 10 | Bud Olsen     | 27   | 73 |    | 12.3 | 1.8 | 3.9  | .456 | 0.2 | 0.8 | .274 | 2.8  | 1.0 | 1.9 | 3.8  |
| 11 | Plummer Lott  | 22   | 44 |    | 10.9 | 1.0 | 3.4  | .311 | 0.4 | 0.7 | .613 | 2.1  | 0.8 | 1.5 | 2.5  |
| 12 | Henry Akin    | 23   | 36 |    | 7.2  | 1.3 | 3.8  | .336 | 0.6 | 0.9 | .645 | 1.6  | 0.4 | 1.3 | 3.1  |

## Galardones y récords
| Jugador      | Galardón                            |
| Al Tucker    | Mejor quinteto de rookies de la NBA |
| Bob Rule     | Mejor quinteto de rookies de la NBA |
| Walt Hazzard | All-Star                            |